# 紀元前610年
紀元前610年（きげんぜん610ねん）は、西暦（ローマ暦）による年。紀元前1世紀の共和政ローマ末期以降の古代ローマにおいては、ローマ建国紀元144年として知られていた。紀年法として西暦（キリスト紀元）がヨーロッパで広く普及した中世時代初期以降、この年は紀元前610年と表記されるのが一般的となった。

## 他の紀年法
- 干支 : 辛亥
- 日本
  - 皇紀51年
  - 神武天皇51年
- 中国
  - 周 - 匡王3年
  - 魯 - 文公17年
  - 斉 - 懿公3年
  - 晋 - 霊公11年
  - 秦 - 康公11年
  - 楚 - 荘王4年
  - 宋 - 文公元年
  - 衛 - 成公25年
  - 陳 - 霊公4年
  - 蔡 - 文侯2年
  - 曹 - 文公8年
  - 鄭 - 穆公18年
  - 燕 - 桓公8年
- 朝鮮
  - 檀紀1724年
- ユダヤ暦 : 3151年 - 3152年

## できごと

### 中国
- 晋の荀林父・衛の孔達・陳の公孫寧・鄭の石楚が軍を率いて宋を攻撃し、昭公殺害の罪をとがめた。
- 斉が魯の北郊に侵攻し、両国は穀で盟を交わした。
- 晋の霊公が黄父で閲兵をおこない、扈に諸侯を召集した。
- 周の甘歜が邥垂で戎を撃破した。
- 鄭の太子夷と石楚が晋への人質として送られた。

## 死去
- プサムテク1世